# Eva Henning
Eva Henning, geboren als Eva Wetlesen (* 10. Mai 1920 in Newark, New Jersey; † 18. April 2016 in Oslo) war eine schwedische Film- und Theaterschauspielerin.

## Leben und Leistungen
Eva Henning war die Tochter des Norwegers Edgar Voss Wetlesen und der Schwedin Ragni Frisell. Den Nachnamen Henning erwarb sie durch die zweite Ehe ihrer Mutter mit dem Schauspieler Uno Henning. Von 1938 bis 1940 besuchte sie die Schauspielschule des Königlich Dramatischen Theaters in Stockholm und trat danach in zahlreichen Theaterstücken und Filmen auf. Besonders erfolgreich waren ihre Jahre mit ihrem zweiten Ehemann, dem Schauspieler und Regisseur Hasse Ekman. In dieser Zeit wirkte sie auch in zwei Filmen Ingmar Bergmans mit.
Nach ihrer Heirat mit dem norwegischen Schauspieler Toralv Maurstad 1954 spielte sie auf norwegischen Bühnen, von 1968 bis 1970 im Folkteatern in Göteborg. In Filmen trat sie ab Mitte der 1950er Jahre nur noch sporadisch auf, dafür jedoch regelmäßig im Radio.

### Sonstiges
Eva Henning war dreimal verheiratet, mit Jochum Beck-Friis von 1943 bis 1946, mit Hasse Ekman von 1946 bis 1953 und mit Toralv Maurstad ab 1954 (auch diese Ehe wurde später geschieden).

## Filmografie (Auswahl)
- 1940: Gentleman att hyra
- 1942: General von Döbeln
- 1945: Vandring med månen
- 1946: Das Ende einer großen Liebe (Elvira Madigan)
- 1947: Liebesbarometer (En fluga gör ingen sommar)
- 1948: Sündige Liebe (Banketten)
- 1949: Gefängnis (Fängelse)
- 1949: Durst (Törst)
- 1949: Flickan från tredje raden
- 1950: Das Mädchen mit den Hyazinthen (Flicka och hyacinter)
- 1952: Feuervogel (Eldfågeln)
- 1963: Glasberget
- 1953: I dimma dold
- 1954: Gabrielle
- 1960: Kärlekens decimaler
- 1963: Om Tilla
- 1968: Svarta palmkronor
- 1972: Ture Sventon – privatdetektiv